# Acacianos
Con el nombre de acacianos u homeos se designa una rama particular de los arrianos, que tenía como principal representante a Acacio de Cesarea, sucesor de Eusebio de Cesarea en la sede de Cesarea (Capadocia).
Los homeos, liderados por Acacio de Cesarea, defendían que el Dios Hijo era semejante (homoíos) al Dios Padre, pero no en la substancia (ousia), diferenciándose así de las otras dos corrientes del arrianismo (homoiousianos y anomeos) y del cristianismo niceno. 
| Nombre                        | Carácter                   | Definición doctrinal | Principales representantes                                                             | Observaciones |
| ----------------------------- | -------------------------- | --- | -------------------------------------------------------------------------------------- | --- |
| Homoiousianos (u homeusianos) | Moderados (semiarrianismo) | El Dios Hijo (el Logos) es de una substancia semejante (homoioúsios) al Padre                                                                                       | Basilio de Ancira, Jorge de Laodicea                                                   | Acercamiento a la posición de los nicenos que defienden que el Padre y el Hijo son de la misma substancia (homooúsios)                   |
| Homeos                        | Moderados                  | El Hijo es semejante (homoíos) al Padre, pero no en la substancia.                                                                                                  | Acacio de Cesarea, Ursacio de Singidunum, Valente de Mursa                             | Posición intermedia entre los homoiousianos y los anomeos (o heterousianos). Contaron con el apoyo decisivo del emperador Constancio II. |
| Anomeos o heterousianos       | Radicales                  | El Hijo, en cuanto a la esencia, es completamente desigual (anomoios) del Padre. Subordinacionismo radical: el Hijo en posición de inferioridad respecto del Padre. | Aecio de Antioquía, Eunomio, Marcelo de Ancira, Foción de Sirmio, Eusebio de Nicomedia | Llevan a su extremo las tesis de Arrio                                                                                                   |

Acacio, arriano en un principio, abjuró después del arrianismo para volver a entrar en el seno de la iglesia nicena y después abrazó de nuevo la doctrina de Arrio. Hizo deponer a Cirilo de Jerusalén, patriarca de Jerusalén; contribuyó al destierro del obispo de Roma Liberio y él mismo fue depuesto en el concilio de Seleucia en el año 358. Murió siete años después. 